# Síndrome de Richter
Síndrome de Richter é uma rara complicação da leucemia linfóide crônica (LLC) ou da tricoleucemia (HCL). Na síndrome de Richter, a LLC transforma-se em uma forma agressiva onde as células B crescem rapidamente.. Ela acomete cerca de 2% a 8% dos pacientes com LLC.

## Sintomas
Os sintomas da transformação na Síndrome de Richter inclui febre, perda de peso e massa muscular, e aumento dos linfonodos. O tumor se acelera em um ou mais linfonodos e atinge outros órgãos como fígado, pele, osso e trato gastrointestinal. Esta síndrome pode aparecer repentinamente, até em pacientes que não estejam em remissão. Geralmente o prognóstico é ruim.